# Невероятното приключение на Шарпей
„Невероятното приключение на Шарпей“ (на английски: Sharpay's Fabulous Adventure) е американски филм на Дисни от 2011 г. Премиерата на DVD е на 19 април 2011 г., а на 22 май 2011 г. по Disney Channel.

## Синхронен дублаж

### Ролите озвучиха
| Роля      | Изпълнител      |
| --------- | --------------- |
| Шарпей    | Лина Шишкова    |
| Пейтън    | Иван Петков     |
| Роджър    | Васил Пейков    |
| Амбър Лий | Златина Тасева  |
| Г-н Еванс | Георги Стоянов  |
| Гил       | Кирил Бояджиев  |
| Джери     | Мартин Герасков |
| Нийл      | Явор Гигов      |

### Други гласове
| Ралица Ковачева |
| Мими Йорданова  |
| Ася Рачева      |

## Българска версия
| Обработка                       | Доли Медия Студио                           |
| ------------------------------- | ------------------------------------------- |
| Режисьор на дублажа             | Йоанна Микова                               |
| Преводач                        | Милица Гладнишка                            |
| Криейтив супервайзър            | Maciej Eyman                                |
| Продуцент на българската версия | Disney Character Voices International, Inc. |